# Robert de Pomereu
Pour les articles homonymes, voir Pomereu.
Michel-Marie-Robert de Pomereu est un homme politique français, né le 6 février 1860 à Paris 7e et mort le 29 novembre 1937 dans le même arrondissement.

## Biographie
Issu de la famille de Pomereu, Robert, marquis de Pomereu, est le fils d'Armand de Pomereu d'Aligre (1817-1906) et de Marie-Charlotte de Luppé. Il est l'un des arrière petits-fils d'Étienne Jean François d'Aligre. 
Il fait des études classiques au lycée Fontanes, puis à la Faculté de droit de Paris. Il voyage ensuite en Europe, en Afrique et en Asie. 
Il commence sa carrière politique en Seine-Inférieure en étant élu conseiller général du canton d'Argueil, en 1887, puis en 1891 maire de la commune du Héron, où il possède une propriété familiale. Il est réélu plusieurs fois. 
En 1889, il se présente aux élections législatives, dans la 3e circonscription de Seine-Inférieure, à Rouen, mais est battu par Richard Waddington, en obtenant 9 116 voix sur 19 822 votants.
En 1898, il se présente dans la 2e circonscription, toujours à Rouen, et est élu député avec 8 659 voix sur 16 014 votants. Il est réélu en 1902 avec 10 637 voix sur 18 868 ; en 1906 avec 11 235 voix sur 19 673 ; en 1910 avec 10 463 voix sur 19 890 ; en 1914 avec 11 012 voix sur 19 861. A la Chambre des députés, il siège à droite, inscrit au groupe libéral, et s'intéresse aux questions locales concernant la Normandie.
En 1906, il est suspendu de ses fonctions de maire par le préfet pour avoir replacé un emblème religieux au mur de la classe de l'école publique de sa commune.
Robert de Pomereu est élu au Sénat en 11 janvier 1920 ; puis réélu le 9 janvier 1927. Il s'inscrit au groupe de la gauche républicaine, apparenté à la Fédération républicaine et fait partie de plusieurs commissions : chemins de fer, marine de guerre, administration, comptes définitifs, suffrage universel. Au Sénat, comme à la Chambre des députés, il s'exprime rarement à la tribune. 
Il abandonne sa carrière parlementaire en ne se représentant pas aux élections sénatoriales de 1936. Il meurt l'année suivante dans son hôtel de Pomereu.

### Mandats politiques
Robert de Pomereu a exercé les mandats  de :
- conseiller général du canton d'Argueil de 1887 à 1907
- député de la Seine-Inférieure de 1898 à 1919 ;
- sénateur de la Seine-Inférieure de 1920 à 1936.

### Mariage et descendance
Robert de Pomereu épouse en 1894 Alexandrine de Mun (1872-1935), fille de Robert de Mun et de la princesse Jeanne de Beauvau-Craon, sa seconde épouse. Elle est la nièce d'Albert de Mun, l'arrière petite-fille de Claude-Adrien de Mun et la petite-fille du prince Marc de Beauvau-Craon. Dont :
- Armand, marquis de Pomereu d'Aligre (Paris 7e, 17 août 1895 - Paris 16e, 11 juin 1974), marié en 1919 avec Lydie d'Harcourt (1898-1988), fille d'Henri, duc d'Harcourt, et de Marie de La Rochefoucaud Doudeauville, dont postérité ;
- Guy, comte de Pomereu d'Aligre (1898-1934), sans enfant ;
- Alyette de Pomereu (Paris 8e, 4 mars 1903 - Andrésy, Yvelines, 17 juillet 1998), mariée en 1922 avec Etienne de Croÿ-Roeulx (1898-1990), fils du prince Etienne de Croÿ et de la princesse Marie-Salvatrix d'Arenberg. Dont deux fils.

## Sources
- « Robert de Pomereu », dans le Dictionnaire des parlementaires français (1889-1940), sous la direction de Jean Jolly, PUF, 1960 [détail de l’édition]
- A. Révérend, Titres, Anoblissements et Pairies de la Restauration, tome V, p. 396.